# Palenwand

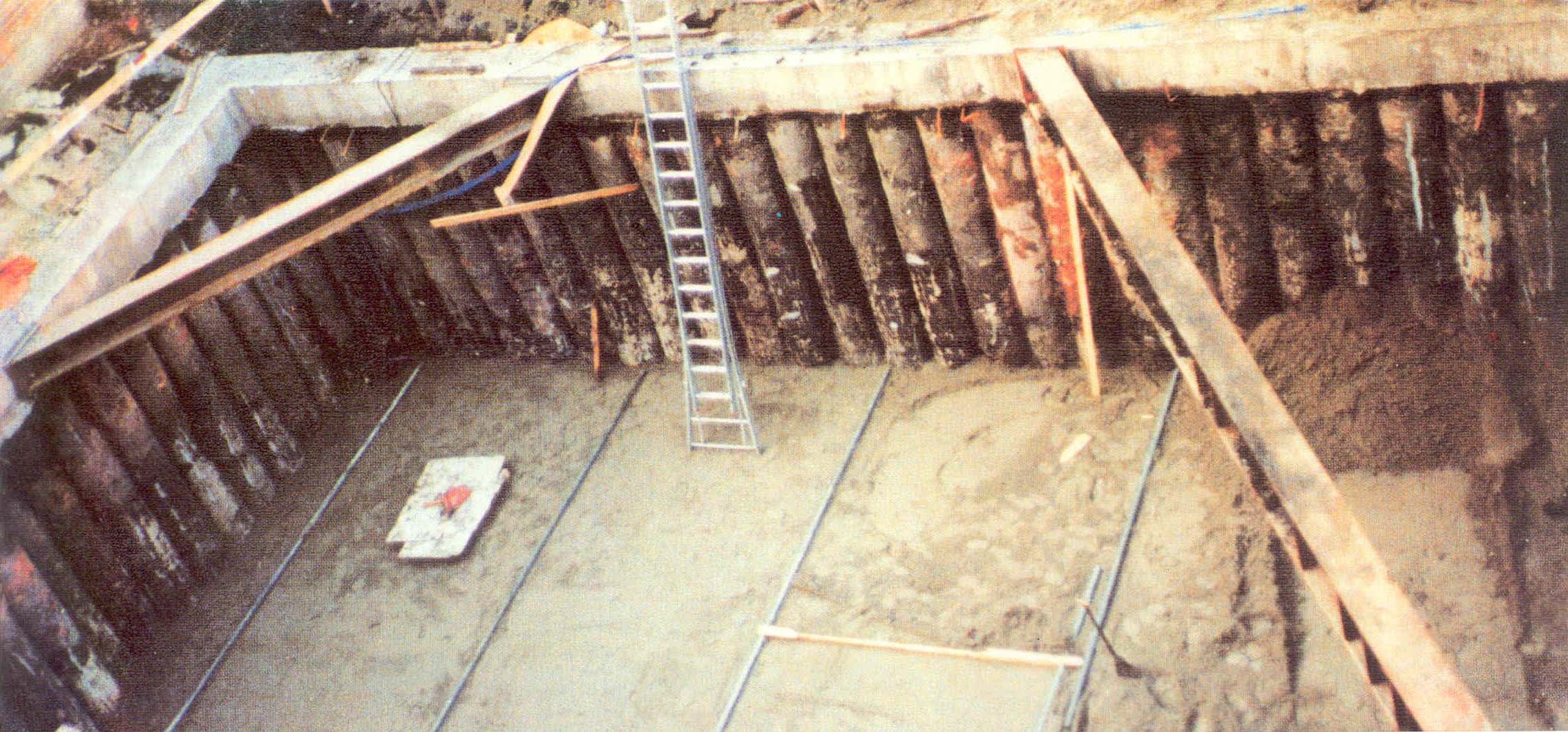
Palenwand

Een palenwand is opgebouwd uit een rij in de grond gevormde palen van beton of cementgrout. Boorpalen kunnen worden toegepast als grond- en als waterkering, maar kunnen ook als fundering worden gebruikt.
De palen worden overlappend naast elkaar geplaatst. Om buigende momenten te kunnen opnemen, moet er wapening worden aangebracht. Dit kan door middel van een wapeningskorf, een stalen profiel of een centrale voorspanstaaf.
Voor dit soort wanden worden vooral avegaarpalen en buisschroefpalen toegepast. De grond wordt verwijderd door schroeven of boren waarna het boorgat wordt gevuld met betonmortel of cementgrout. Ten opzichte van damwanden hebben palenwanden het voordeel dat ze niet enkel een kerende functie hebben, maar ook verticale belasting kunnen dragen. Net als bij diepwanden geldt hier dat de bijdrage van het puntdraagvermogen voor de fundering beperkt is. Palenwanden worden doorgaans toegepast in situaties waarbij bouwkuipen zich in de directe omgeving van belendingen bevinden. Een groot voordeel is dat een palenwand trillings- en geluidsarm kan worden aangebracht.